# Beskid Żywiecki
Beskid Żywiecki – pasmo górskie w łańcuchu Karpat o krajobrazie gór średnich, położone na granicy Polski i Słowacji, na styku trzech krain etnograficznych: Żywiecczyzny, Kisuc i Orawy. Należy do Zewnętrznych Karpat Zachodnich, a w ich obrębie do Beskidów Zachodnich, stanowiąc najwyższą część obu tych struktur, stąd w literaturze bywa niekiedy nazywany Beskidem Wysokim. Jest drugim co do wysokości (po Tatrach) pasmem górskim w Polsce i obejmuje takie wybitne masywy, jak Babia Góra (1725 m), Pilsko (1557 m), Polica (1369 m), Romanka (1366 m), Wielka Racza (1236 m).
W swoim najszerszym znaczeniu Beskid Żywiecki zajmuje obszar, którego osią jest główny wododziałowy grzbiet karpacki rozdzielający zlewiska Morza Bałtyckiego i Morza Czarnego na odcinku od Przełęczy Zwardońskiej po okolice Przełęczy Sieniawskiej, czyli między Beskidem Śląskim a Gorcami. Obszar ten rozciąga się od doliny górnej Soły i fragmentu doliny Kisucy na zachodzie, po doliny górnej Skawy i górnej Raby na wschodzie. Północną granicę stanowi linia kolejowa Żywiec–Sucha Beskidzka poprowadzona w dolinach Koszarawy, Pewlicy, Lachówki i Stryszawki. Granicę południową wyznaczają doliny Bystrzycy oraz Białej Orawy i Czarnej Orawy. Tak szeroko Beskid Żywiecki jest definiowany w literaturze turystyczno-krajoznawczej.
Geograficzna literatura naukowa definiuje Beskid Żywiecki bardziej wąsko. W niektórych opracowaniach w jego skład nie wchodzi Pasmo Jałowieckie, inne wyłączają z niego Działy Orawskie i Pasmo Orawsko-Podhalańskie. Jerzy Kondracki w swojej regionalizacji fizycznogeograficznej Polski wyróżnił Beskid Żywiecki jako mezoregion z indeksem 513.51. W ramach wieloautorskiej aktualizacji podziału J. Kondrackiego z 2018 roku, Beskid Żywiecki został formalnie zastąpiony dwoma odrębnymi mezoregionami: Beskidem Żywiecko-Kisuckim oraz Beskidem Żywiecko-Orawskim.

## Różnice w podziałach geograficznych

### Regionalizacja J.Kondrackiego

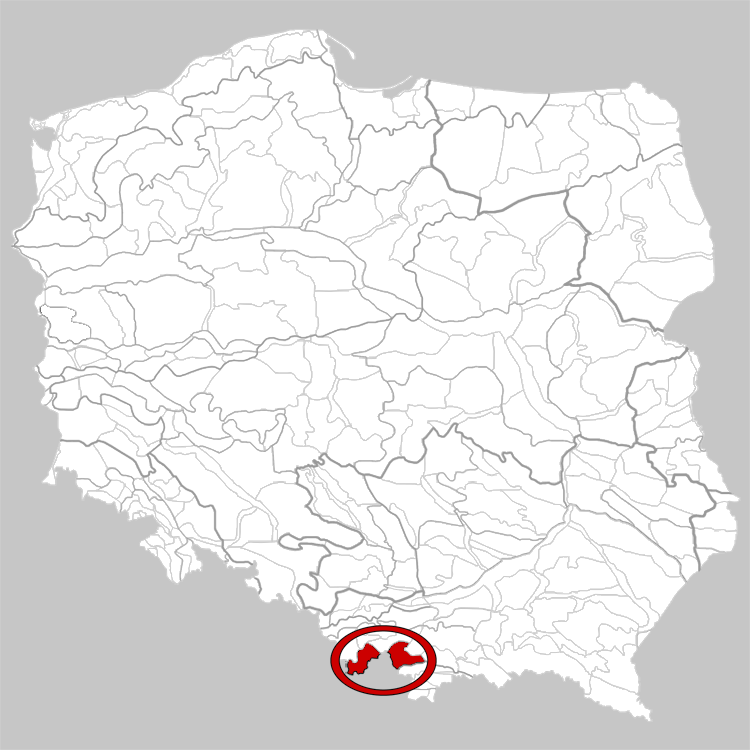
Beskid Żywiecki w granicach Polski według regionalizacji Jerzego Kondrackiego

Polska geografia po 1945 roku tradycyjnie dzieliła Beskid Żywiecki, za Mieczysławem Klimaszewskim, na trzy duże człony – Grupę Wielkiej Raczy po przełęcz Glinkę, Grupę Pilska po przełęcz Glinne, oraz Grupę Babiej Góry, w ramach tej ostatniej wyróżniając dodatkowo Pasmo Babiogórskie i Pasmo Przedbabiogórskie (Jałowieckie). Jerzy Kondracki w swoim podziale fizycznogeograficznym Polski połączył Grupy Wielkiej Raczy i Pilska w jeden człon – Beskid Żywiecko-Orawski, którego wschodnią granicę wyznaczył na przełęczy Głuchaczki. Rozpoczynające się od tego miejsca Pasmo Przedbabiogórskie natomiast wyłączył z Beskidu Żywieckiego i włączył do Beskidu Makowskiego. Ponadto przyłączył on do Beskidu Żywieckiego Działy Orawskie i Pasmo Orawsko-Podhalańskie, które M. Klimaszewski lokował poza Beskidem Żywieckim.

### Regionalizacja J.Balona i M.Jodłowskiego
Jarosław Balon i Miłosz Jodłowski, współautorzy regionalizacji fizycznogeograficznej Polski z 2018 roku, na terenie Beskidu Żywieckiego wyróżnili Beskid Żywiecko-Orawski (rozumiany inaczej niż u J. Kondrackiego) oraz Beskid Żywiecko-Kisucki. W ramach tej pierwszej jednostki ujęli oni Grupę Pilska, Pasmo Babiogórskie i Pasmo Przedbabiogórskie ze schematu M. Klimaszewskiego, a w ramach drugiej – Grupę Wielkiej Raczy, którą nazwali Beskidem Żywiecko-Kisuckim. Działy Orawskie i Pasmo Orawsko-Podhalańskie zostały wyodrębnione na powrót jako niezależne regiony, zgodnie z koncepcją M. Klimaszewskiego.
Według J. Balona i M. Jodłowskiego podział Beskidu Żywieckiego na część kisucką (zachodnią) i orawską (wschodnią) ma uzasadnienie w znacznych różnicach wysokości i pięter roślinności obu części, a także w odmiennej geometrii grzbietów – Beskid Żywiecko-Kisucki to długie i jednostajne wierzchowiny; Beskid Żywiecko-Orawski to bardziej zwarte masywy z wyraźniejszymi kulminacjami i przełęczami. Taka klasyfikacja nawiązuje też do poglądów geografii słowackiej, która wyróżnia na tym terenie odrębne Kysucké Beskydy oraz Oravské Beskydy.

## Topografia

### Grupy górskie

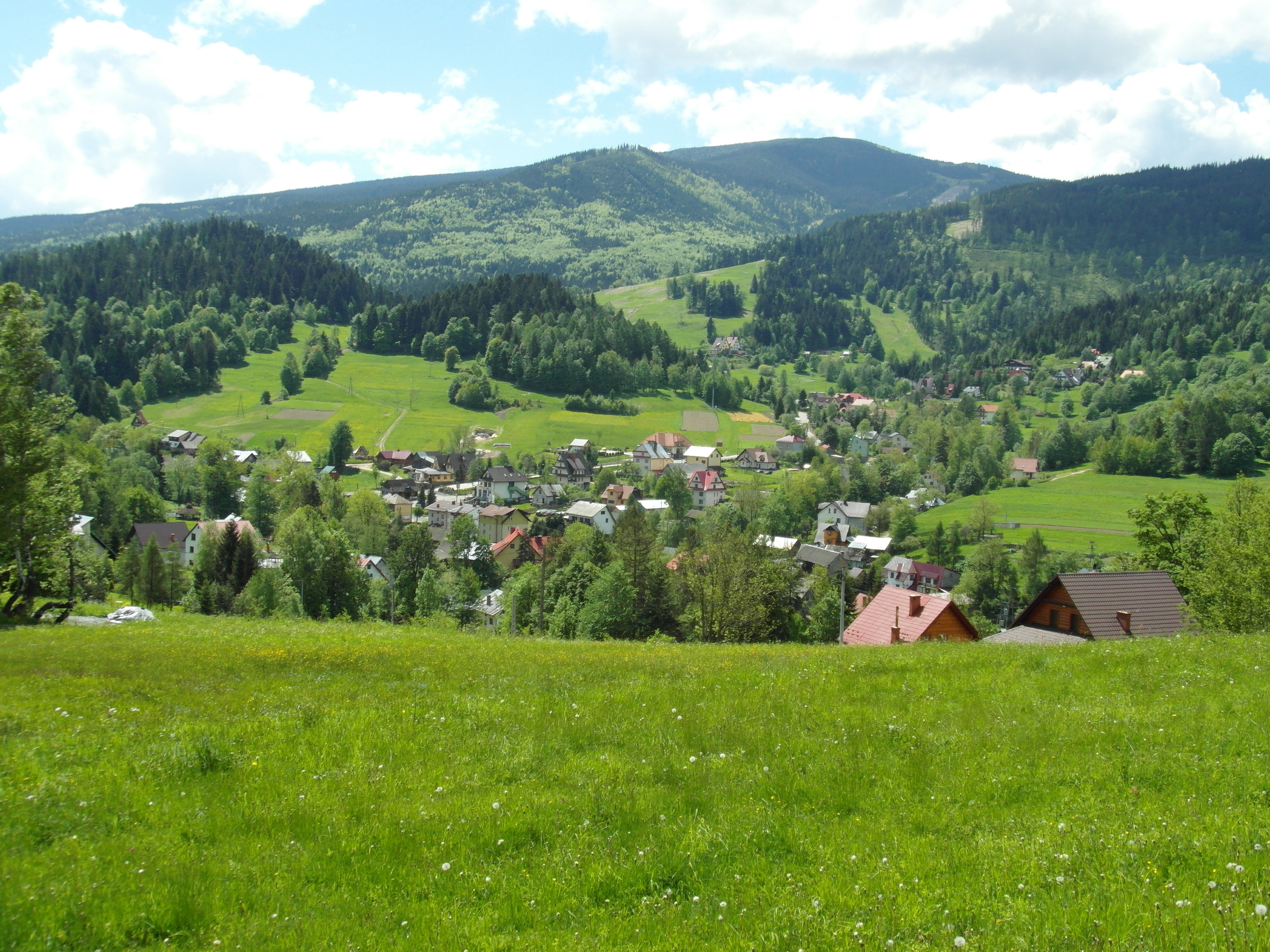
Pilsko widziane z Korbielowa

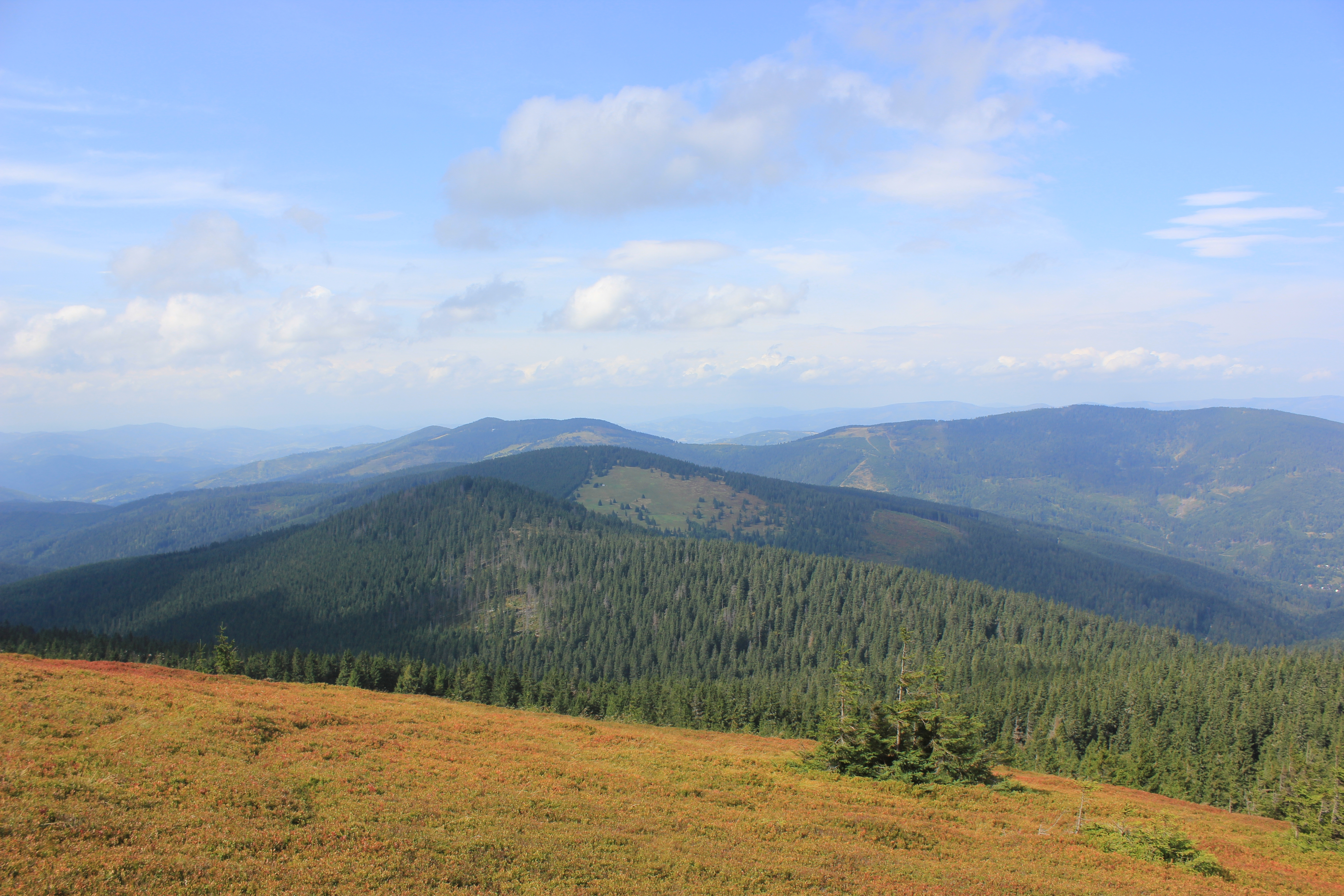
Munczolik i Palenica widziane z Pilska

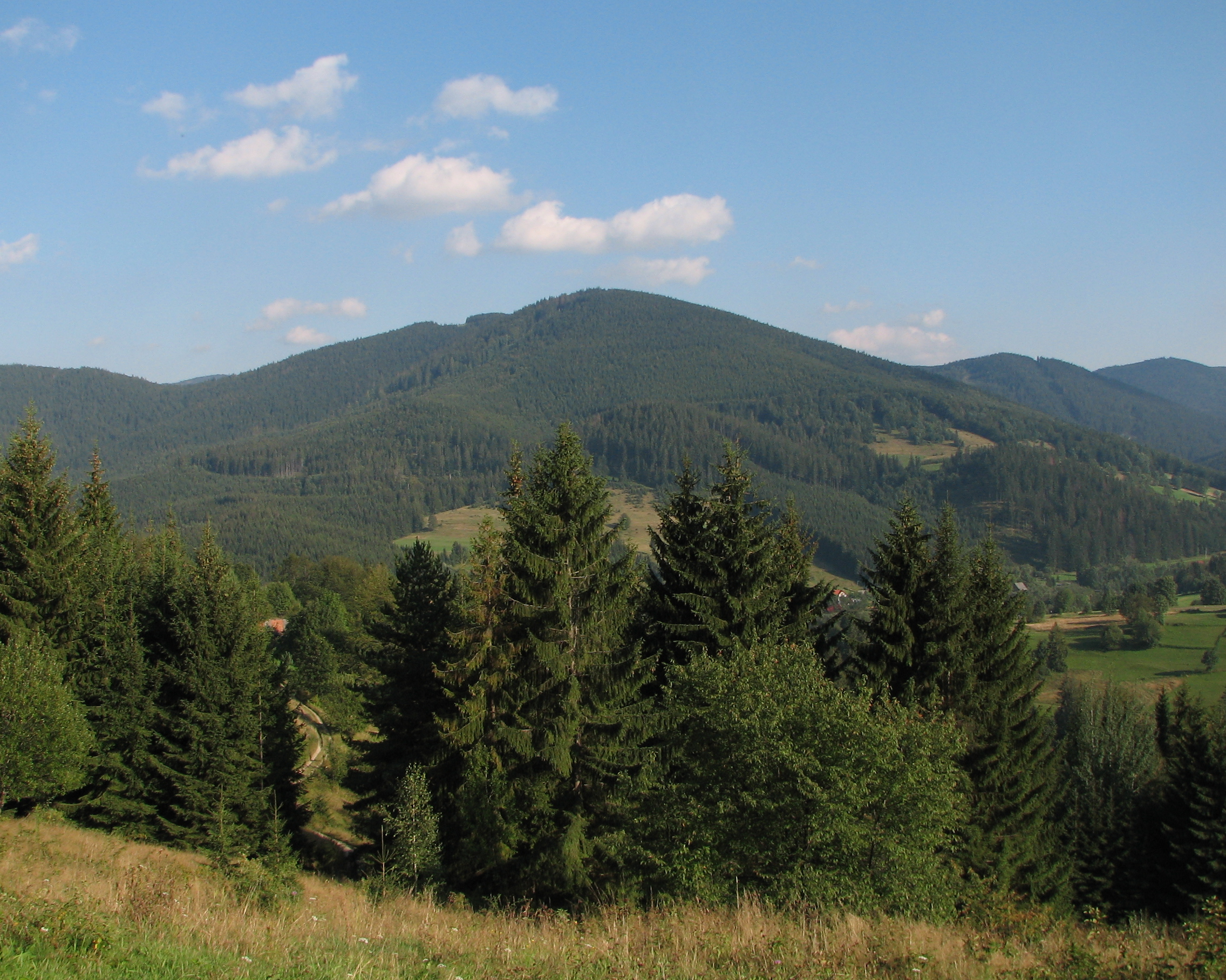
Pleskierówka widziana z Jaworzyny

Beskid Żywiecki w najszerszym znaczeniu obejmuje następujące grupy górskie oraz ważne szczyty:
- Grupa Wielkiej Raczy – Wielka Racza (1236 m), Wielka Rycerzowa (1226 m), Oszus (1155 m),
- Grupa Lipowskiego Wierchu i Romanki – Romanka (1366 m), Lipowski Wierch (1324 m), Rysianka (1322 m),
- Grupa Pilska – Pilsko (1557 m), Trzy Kopce (1216 m), Krawców Wierch (1084 m),
- Pasmo Mędralowej – Mędralowa (1169 m), Jaworzyna (1047 m).
- Pasmo Jałowieckie – Jałowiec (1111 m), Lachów Groń (1045 m).
- Pasmo Laskowskie – Łosek (868 m).
- Masyw Babiej Góry – Diablak (1725 m), Cyl (1517 m),
- Pasmo Policy – Polica (1369 m), Okrąglica (1239 m).
- Pasmo Orawsko-Podhalańskie – Żeleźnica (912 m),
- Działy Orawskie – Wajdów Groń (928 m).

### Sieć wodna
Najważniejszymi rzekami Beskidu Żywieckiego są Soła na północnym zachodzie, Skawa na północnym wschodzie, Kisuca na południowym zachodzie oraz – współtworzące rzekę Orawę – Półgórzanka, Biała Orawa i Czarna Orawa na południowym wschodzie. Głównym grzbietem górskim od Przełęczy Zwardońskiej, przez Babią Górę, po Żeleźnicę przebiega Wielki Europejski Dział Wodny. Na północ od tej linii wody spływają przez Sołę i Skawę, a dalej przez Wisłę do Morza Bałtyckiego. Cieki południowe przez Kisucę i Orawę, a potem przez Wag i Dunaj płyną do Morza Czarnego. Wspomniane rzeki są tworzone przez liczne potoki spływające spod szczytów i przełęczy, tworząc układy mikrozlewni z lokalnymi dopływami:
- Soła – ważne dopływy: Rycerka, Woda Ujsolska, Koszarawa,
- Skawa – Bystrzanka, Skawica, Stryszawka
- Kisuca – Skaliczanka, Oszczadnica, Bystrzyca,
- Biała Orawa – Nowocianka, Mutnianka, Weselanka,
- Czarna Orawa – Zubrzyca, Lipnica.

Na obrzeżach Beskidu Żywieckiego znajduje się kilka sztucznie utworzonych zbiorników retencyjnych. W Żywcu na Sole istnieje Jezioro Żywieckie. Na Słowacji w Nowej Bystrzycy znajduje się Jezioro Bystrzyckie na Bystrzycy, a obok Namiestowa położone jest Jezioro Orawskie, do którego wpływają Biała i Czarna Orawa oraz Półgórzanka, a z którego wypływa Orawa.

## Środowisko przyrodnicze

### Podłoże i rzeźba terenu

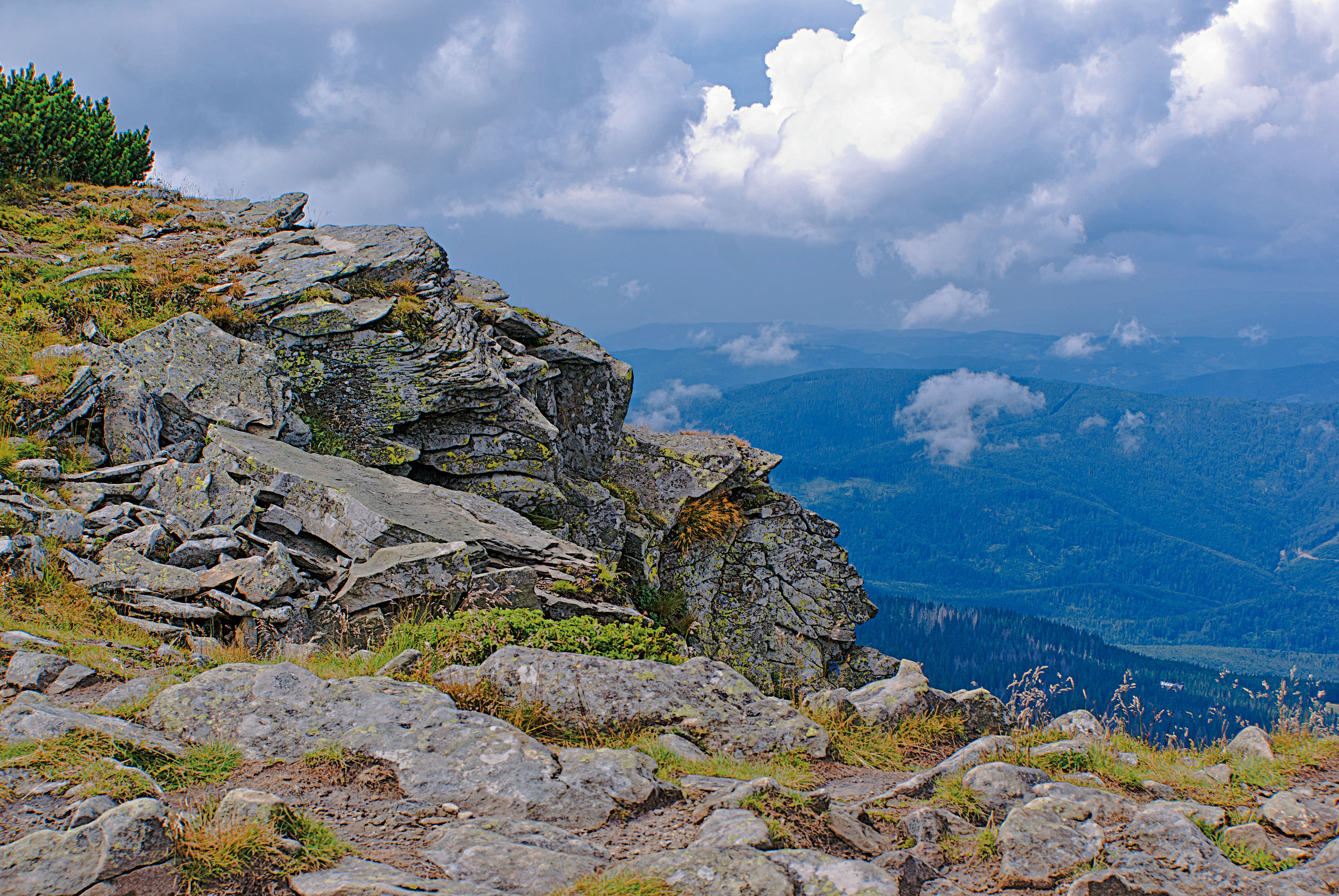
Wychodnia skalna na Babiej Górze

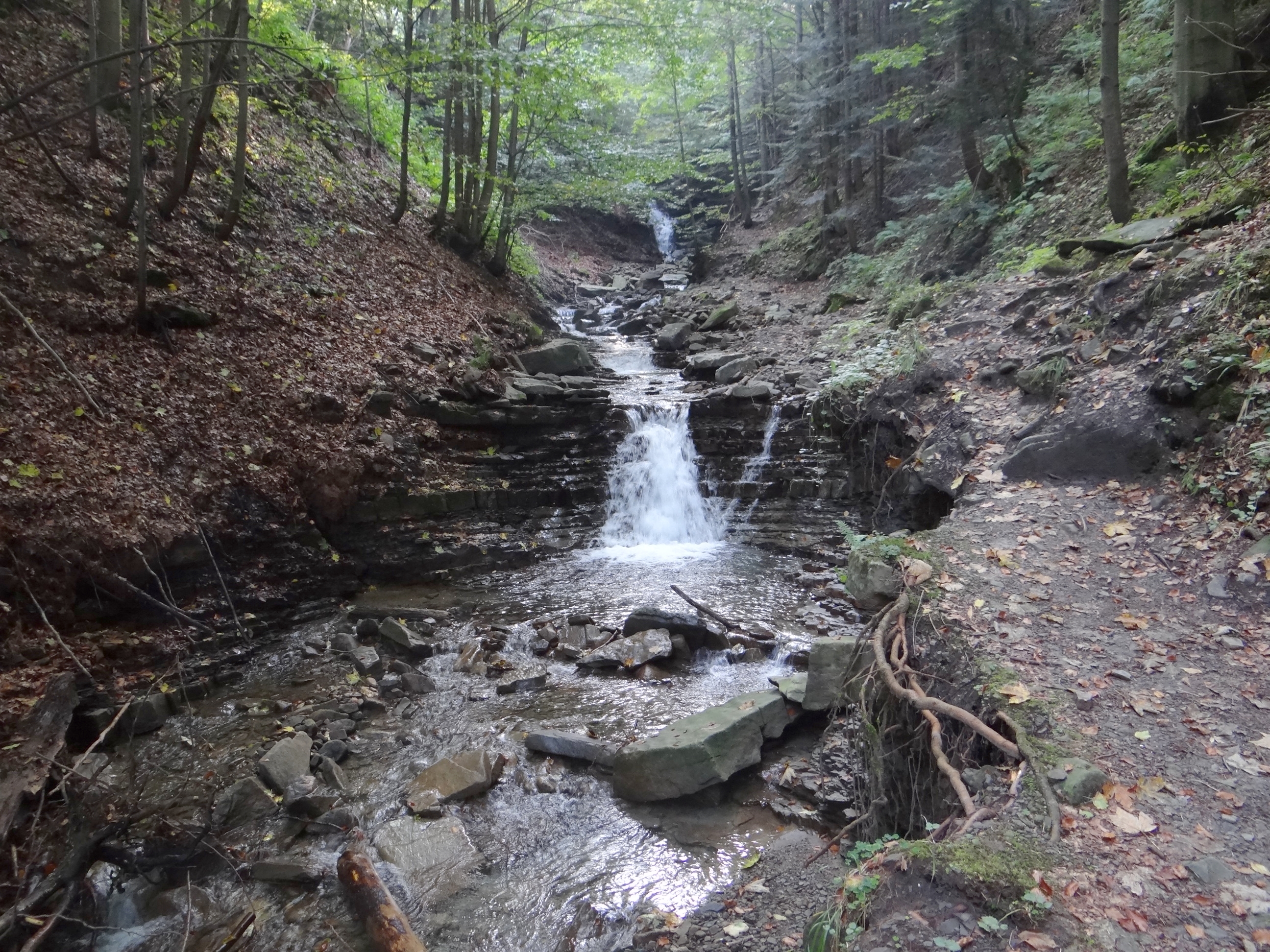
Wodospad na Mosornym Potoku

Beskid Żywiecki jest zbudowany ze skał fliszowych w obrębie płaszczowiny magurskiej. Rzeźba terenu jest wynikiem działania procesów erozyjnych, które w bardziej odpornych piaskowcach wymodelowały grzbiety górskie z kopulastymi szczytami, a w mniej odpornych łupkach i zlepieńcach powstały doliny rzeczne. Charakterystyczna jest dysproporcja w nachyleniu stoków – stoki północne bywają bardziej strome, czasami urwiste, stoki południowe są łagodniej nachylone, co uwidacznia się szczególnie w masywie Babiej Góry. Ta dysproporcja wynika ze skośnego ustawienia warstw skalnych. Najwyższe masywy – Babia Góra i Pilsko – w szczytowych partiach bywają skaliste, lecz odsłonięcia skalne pojawiają się też niżej, np. pod Wielką Rycerzową.
Miejscami występują osuwiska, tworzone często w lejach potoków przez erozję wsteczną podcinającą zbocza, lub w łatwo nasiąkających wodą i skośnie ułożonych łupkach, po których zsuwają się piaskowce. Wśród najbardziej znanych są osuwiska w dolinie potoku Straceniec pod Krawców Wierchem oraz w Zerwie Cylowej pod Małą Babią Górą. Na rzekach i potokach można spotkać progi rzeczne z kaskadami wodospadowymi. Największe z wodospadów to Wodospad w Sopotni Wielkiej i Wodospad na Mosornym Potoku. Łagodniej nachylone południowe stoki Pilska i Babiej Góry spowalniają odpływ wody po tej stronie gór, co w miejscach o słabo przepuszczalnym podłożu sprzyja rozwijaniu się torfowisk. Ich nagromadzenie znajduje się w rejonie słowackich wsi Klin, Mutne i Orawska Półgóra.
Ze względu na swoją wysokość najbardziej osobliwym masywem pod względem rzeźby jest Babia Góra. Istnieje tu wiele jaskiń zwanych studniami, dawniej penetrowanych przez zbójników (Złota Studnia, Słowikowa Studnia), choć największa jaskinia Beskidu Żywieckiego znajduje się w Paśmie Policy (Jaskinia Oblica). Partie szczytowe masywu babiogórskiego, głównie na stromych północnych stokach, cechują liczne formy rzeźby o genezie peryglacjalnej, pojawiają się też utwory noszące znamiona działania procesów glacjalnych. Do tych pierwszych należą przede wszystkim gołoborza, a także żleby (Szeroki Żleb, Piarżysty Żleb i Żleb Poszukiwaczy Skarbów). Ślady rzeźby glacjalnej posiadają niektóre nisze osuwiskowe przypominające małe kotły polodowcowe.

### Świat roślin

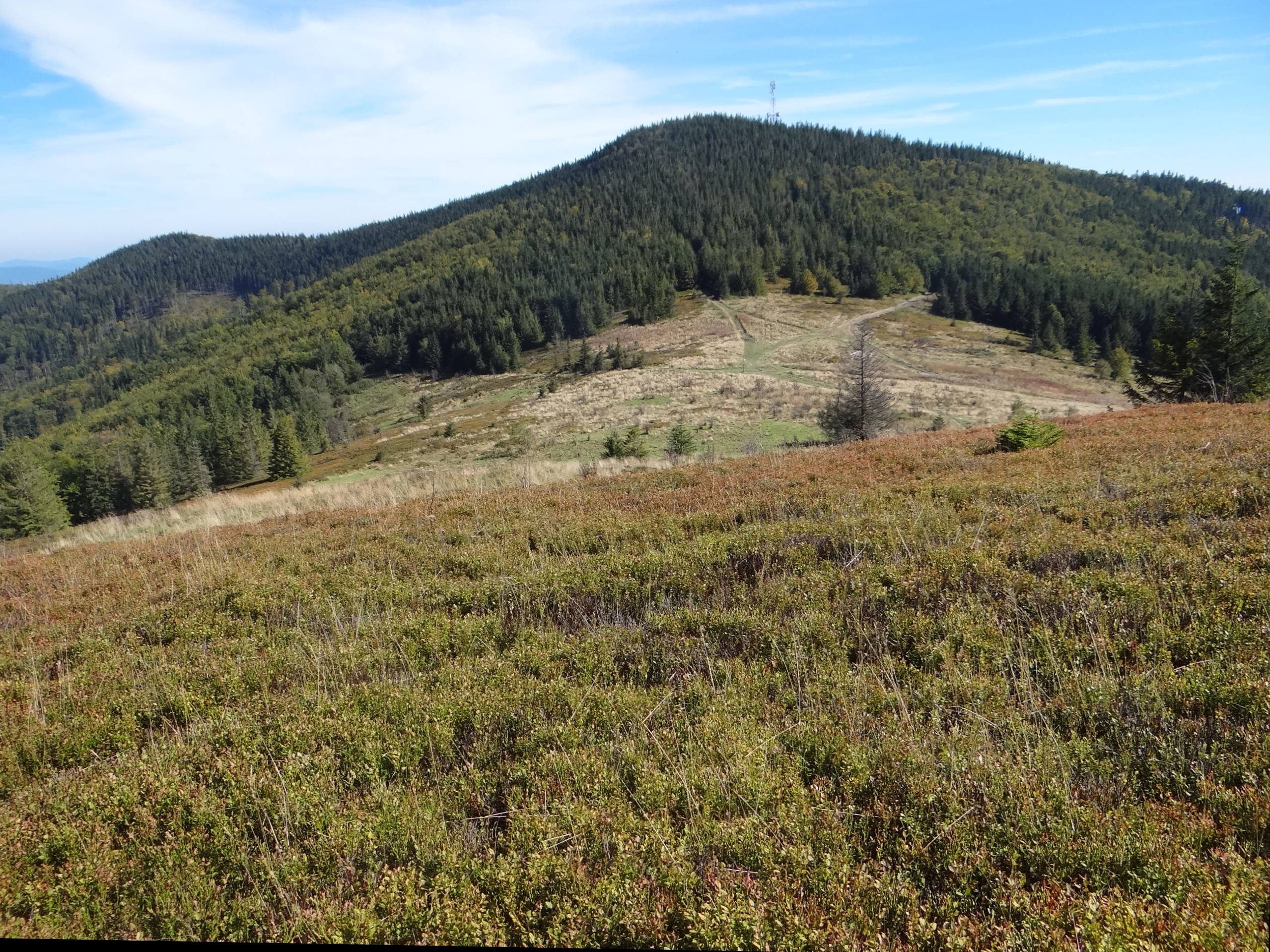
Hala Kucałowa pod Okrąglicą

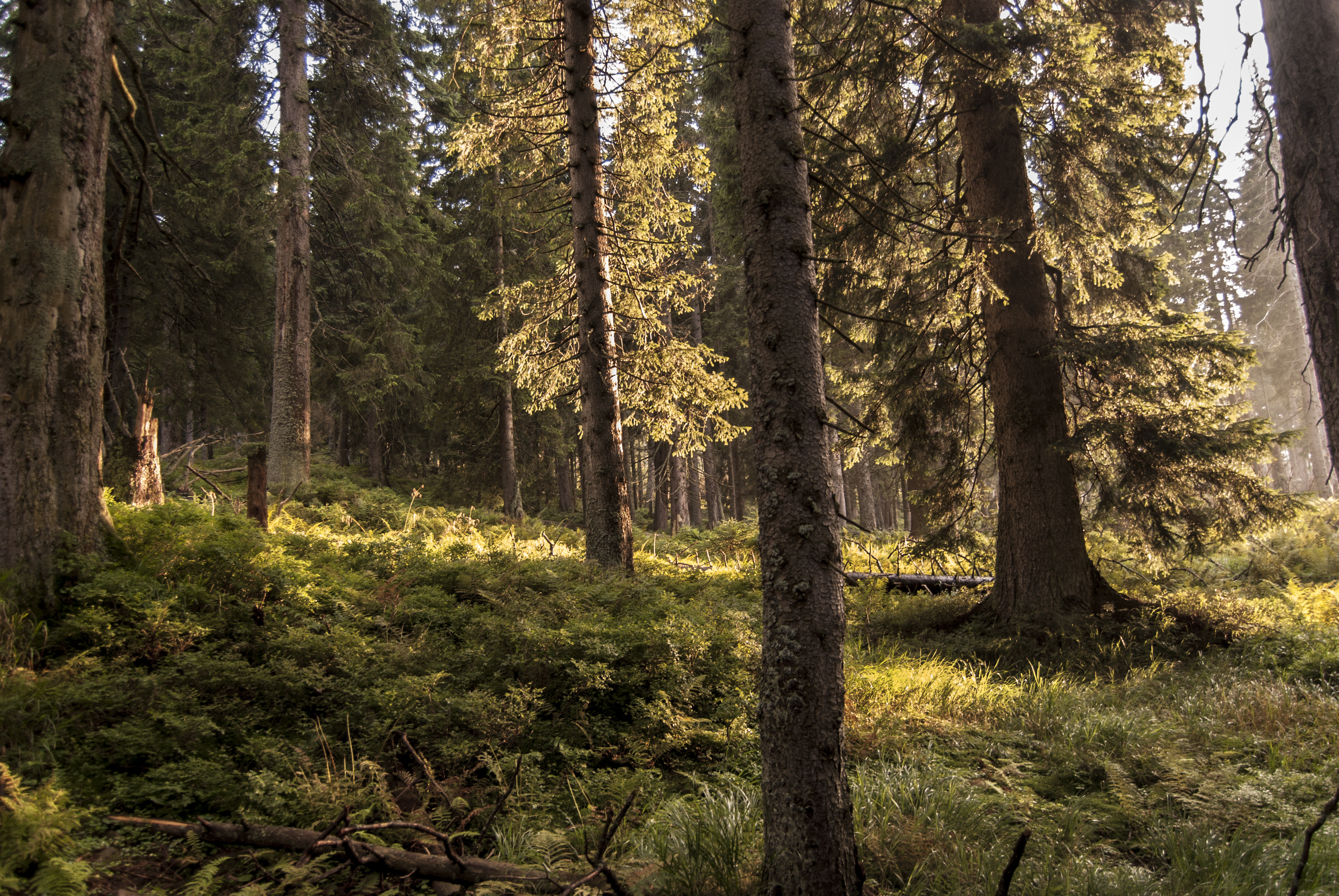
Las górnoreglowy na stokach Babiej Góry

Typowa piętrowość roślinności została tu zaburzona działalnością człowieka. Piętro pogórza sięgające do ok. 600 m n.p.m. zostało całkowicie zmienione tak, że w krajobrazie dominują pola uprawne, łąki kośne i zabudowania, a rzadkością są pozostałości naturalnych lasów liściastych dębowo-grabowych. Na wysokościach 600–1150 m rozciąga się regiel dolny. Dawniej rosły tu głównie mieszane lasy bukowo-jodłowe, te jednak zostały w znacznej mierze wycięte i zastąpione nasadzeniami świerka, który szybko rośnie i umożliwia bardziej intensywne pozyskiwanie drewna. Jedynie w nielicznych miejscach można spotkać naturalne siedliska buczyny karpackiej.
Mimo znacznej ingerencji ludzkiej w piętrach pogórskim i dolnoreglowym, obecnie 70% powierzchni Beskidu Żywieckiego zajmują lasy. W przedziale 1150–1400 m znajduje się iglasty regiel górny z nie najgorzej zachowanymi naturalnymi borami świerkowymi (głównie Pilsko i Babia Góra, fragmentarycznie Romanka, Lipowski Wierch i Polica). Piętro kosodrzewiny występuje na wysokościach 1400–1650 m (Pilsko i Babia Góra), a piętro muraw alpejskich powyżej poziomicy 1650 m (tylko Babia Góra).
W masywie babiogórskim stwierdzono w sumie obecność 700 gatunków roślin naczyniowych (w tym unikatowe stanowiska okrzynu jeleniego i rogownicy alpejskiej), prawie 200 gatunków mchów, ponad 100 gatunków wątrobowców, a ponadto 250 gatunków porostów i ponad 800 gatunków grzybów. W niższych partiach Beskidu Żywieckiego często występują następujące rośliny: kopytnik pospolity, przytulia wonna, goryczka trojeściowa, dziewięćsił bezłodygowy, pierwiosnek wyniosły, omieg górski, śnieżyczka przebiśnieg, wiązówka błotna, ciemiężyca zielona, naparstnica zwyczajna, widłak goździsty, storczyk męski.

### Świat zwierząt
Ze ssaków żyją tu powszechnie jelenie, sarny i dziki, a z drapieżników bytują tu rzadko notowane rysie, żbiki i wilki. Czasami pojawiają się niedźwiedzie, głównie po stronie słowackiej, ale odnotowano też przypadki gawrowania po polskiej stronie. Wśród ptasich drapieżców licznie występują: jastrząb, puszczyk, pustułka, krogulec czy myszołów. Z rzadkich gatunków pojawiają się głuszec i jarząbek. Małe ptaki śpiewające reprezentują: orzechówka, strzyżyk, pluszcz, a także rozliczne gatunki sikorek, dzięciołów, muchołówek oraz drozdów.
Z ryb w potokach egzystują pstrągi, strzeble i głowacze białopłetwe. Przedstawicielami płazów są kumak górski oraz szczególnie chronione salamandra plamista i traszka karpacka. Z gadów można spotkać zaskrońca i żmiję zygzakowatą. Wśród bezkręgowców stwierdzono obecność ok. 2500 gatunków, gdzie pośród motyli obserwowano gatunki występujące także na niżu (np. paź królowej, paź żeglarz, rusałka pawik), ale są też gatunki górówek występujące tylko w górach.

### Ochrona przyrody

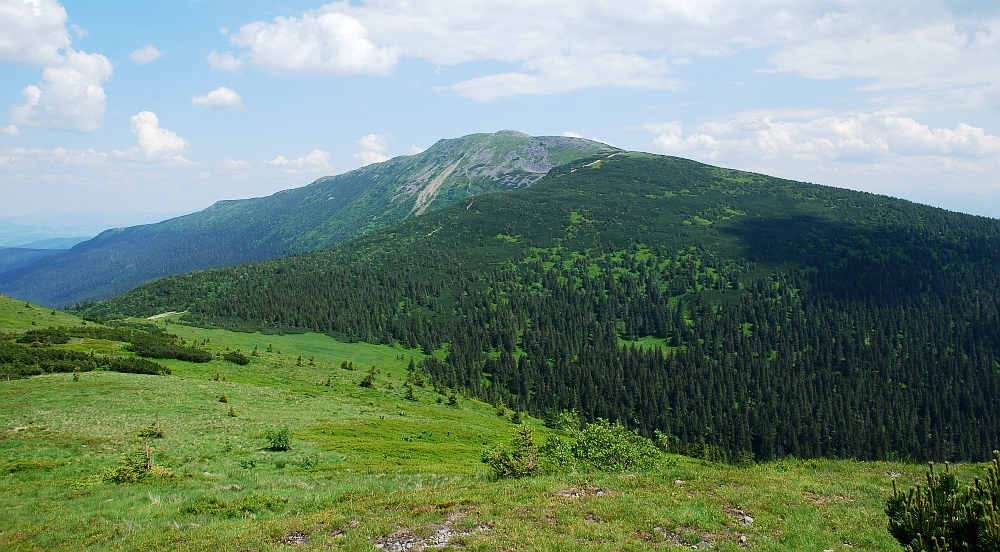
Babia Góra widziana z Małej Babiej Góry

Po polskiej stronie Beskidu Żywieckiego utworzono następujące formy ochrony przyrody:
- Babiogórski Park Narodowy,
- Żywiecki Park Krajobrazowy z rezerwatami: Butorza, Gawroniec, Oszast, Dziobaki, Lipowska, Muńcoł, Pilsko, Pod Rysianką, Romanka, Śrubita,
- rezerwaty Bembeńskie, Na Policy, Rezerwat na Policy im. prof. Zenona Klemensiewicza.

Po stronie słowackiej odpowiednikiem Żywieckiego Parku Krajobrazowego są:
- Obszar Chronionego Krajobrazu „Kysuce”,
- Obszar Chronionego Krajobrazu „Horná Orava”.

## Etnografia

### Kultura ludowa

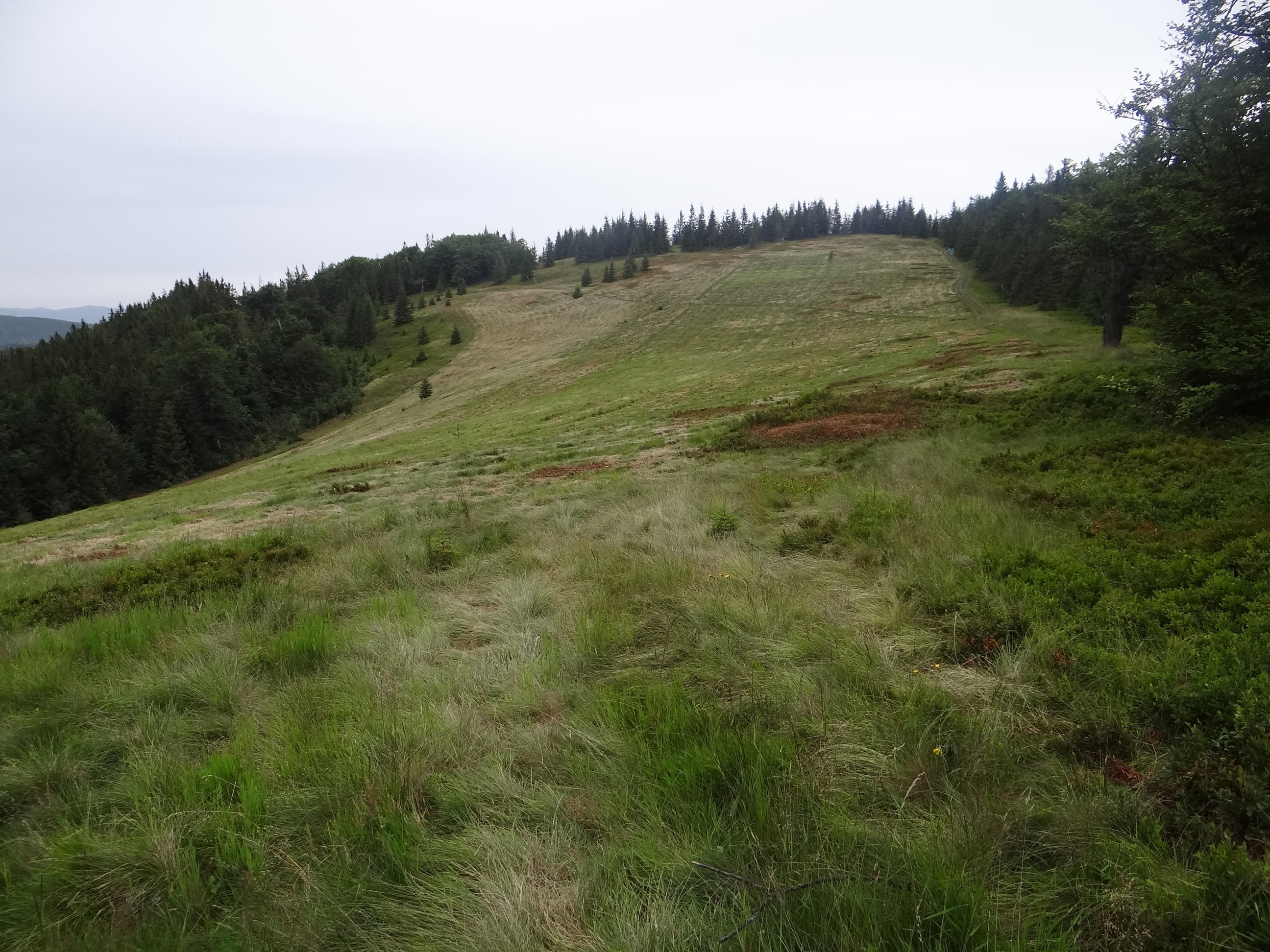
Hala Kamińskiego pod Mędralową

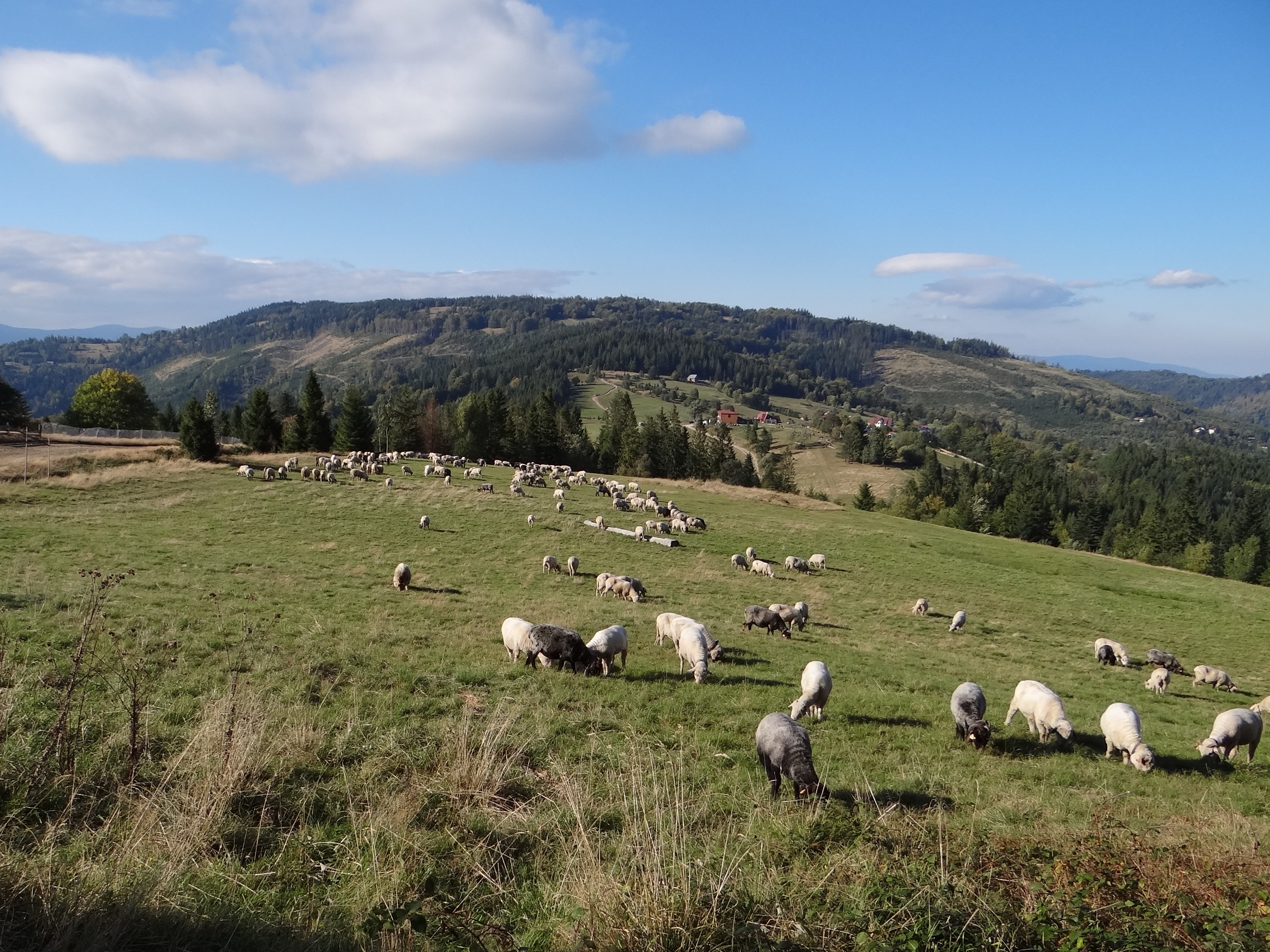
Owce na Hali Cukiernica Niżna

Beskid Żywiecki rozciąga się na pograniczu trzech regionów kulturowych: Żywiecczyzny, Kysuc i Orawy. Na północnym zachodzie styka się ze Śląskiem Cieszyńskim, a na południowym wschodzie przylega do Podhala. Dziś przebiega tędy granica polsko-słowacka, będąca dawniej granicą polsko-węgierską, niedaleko biegnie granica czeska. Takie położenie powodowało historyczne krzyżowanie się różnych wpływów kulturowych.
Obszar górski pozostawał niemal niezamieszkały w XV wieku, nieliczne osady ludzkie istniały jedynie w wylotach dolin. W głębi gór, gdzie rozpościerała się pierwotna Puszcza Karpacka, swoje małe osiedla tworzyli wówczas jedynie myśliwi, drwale czy węglarze. Większe zaludnienie nastąpiło w wiekach XVI i XVII, w wyniku osadzania ludności rolniczej przez właścicieli tutejszych dóbr w coraz wyższych warstwach dolin, a także w związku z migracją na te tereny wołoskich pasterzy ze wschodu. Tak powstała większość osad, z których potem wyrosły dzisiejsze wsie.
Tutejsza kultura ludowa wykształciła się w ścisłym związku z pasterstwem, kultywowanym przez kolejne pokolenia miejscowych górali. Hodowla owiec i bydła była dominującą formą gospodarki jeszcze w początkach XX wieku, mimo stopniowego zmniejszania się terenów wypasowych przez rozrost osadnictwa oraz intensyfikację gospodarki leśnej. Dopiero po I wojnie światowej hodowla została wyparta przez rolnictwo, które w wyniku ogólnych przemian ekonomicznych i technologicznych zapewniało większą samowystarczalność i dochodowość gospodarstw nawet w trudnych, górskich warunkach.
Współcześnie gospodarka pasterska prawie nie funkcjonuje, poza nielicznymi miejscami, gdzie jeszcze jest praktykowana, jak na Hali Śmietanowej Zubrzyckiej na Orawie czy w Barankowej, przysiółku Zawoi. Pozostałością po pasterskich tradycjach są szałasy, które można w lepszym lub gorszym stanie spotkać na wielu halach, a także akcenty kulturowe obecne w folklorze miejscowej ludności.

### Grupy etnograficzne

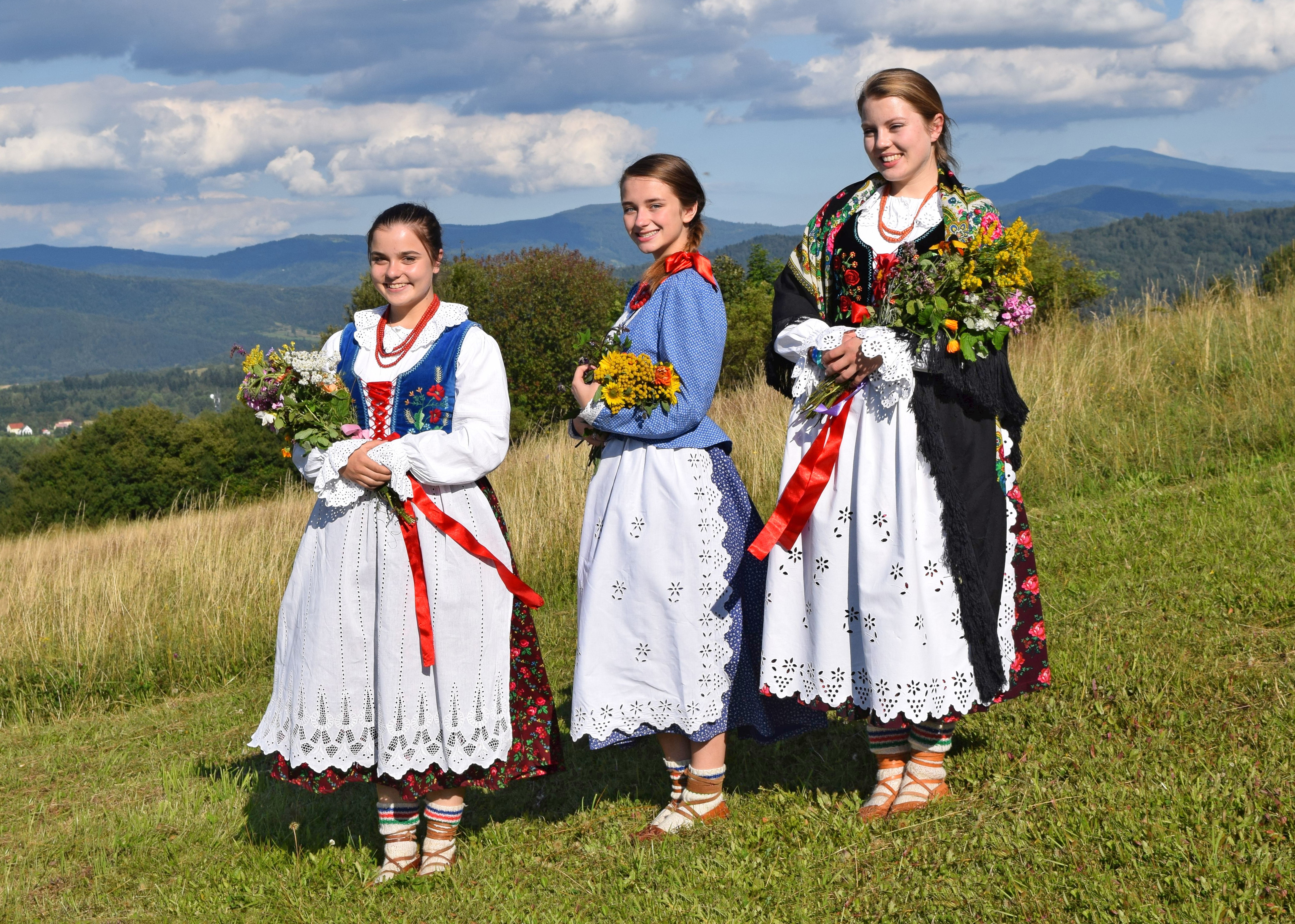
Tradycyjne stroje górali żywieckich

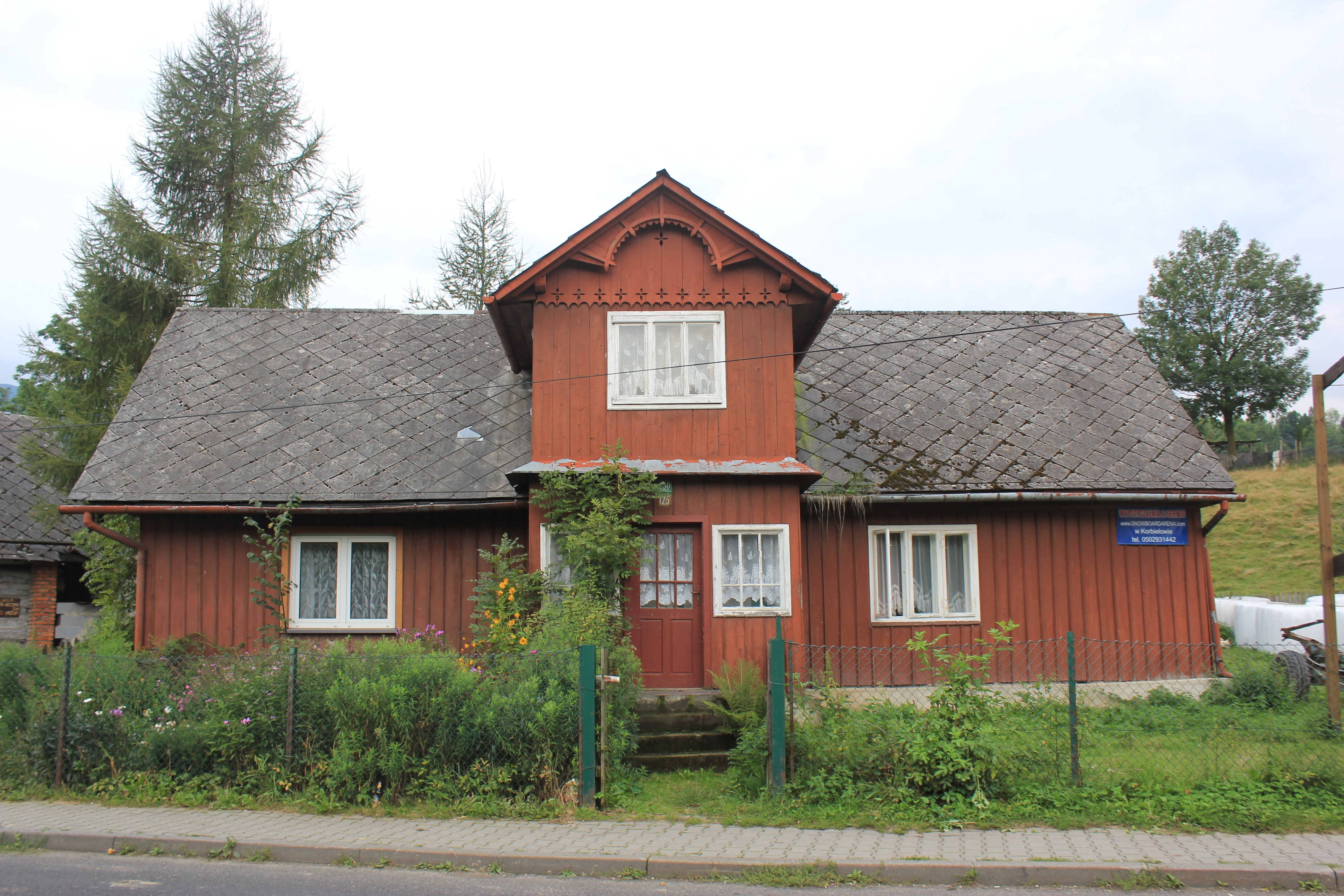
Dom w Korbielowie

Tereny Beskidu Żywieckiego i jego podnóży zamieszkuje sześć góralskich grup etnograficznych:
- Żywczacy – wsie: Glinka, Hucisko, Jeleśnia, Korbielów, Koszarawa, Krzyżowa, Kurów, Lachowice, Pewel Wielka, Przyborów, Rajcza, Rycerka Dolna i Górna, Soblówka, Sopotnia Wielka, Sól, Stryszawa, Ujsoły, Zwardoń,
- Babiogórcy – wsie: Białka, Grzechynia, Juszczyn, Sidzina Górna, Skawica, Zawoja,
- Kliszczacy – wsie: Bystra Podhalańska, Kojszówka, Sidzina Dolna,
- Podhalanie – wsie: Dział, Morawczyna, Odrowąż, Pieniążkowice, Pyzówka, Rokiciny Podhalańskie, Załuczne; ponadto dawne wsie kliszczackie koło Rabki, które uległy silnej podhalanizacji: Bielanka, Raba Wyżna, Sieniawa, Skawa, Spytkowice, Wysoka (podgrupa ta bywa wyodrębniana jako tzw. górale rabczańscy),
- Kisuczanie – wsie: Czerne, Klubina, Nowa i Stara Bystrzyca, Oszczadnica, Skalite, Świerczynowiec, Zborów; osiedla Czadcy dawniej będące wsiami: Buków, Czadeczka, Gorzelica; ludność pochodzenia polskiego zamieszkująca ten rejon bywa w polskiej literaturze określana jako górale czadeccy,
- Orawiacy – wsie polskie: Bukowina, Harkabuz, Jabłonka, Kiczory, Lipnica Mała i Wielka, Orawka, Piekielnik, Podsarnie, Podszkle, Podwilk, Zubrzyca Dolna i Górna; wsie słowackie: Benedyków, Klin, Mutne, Nowoć, Orawska Leśna, Orawska Półgóra, Orawskie Wesele, Rabcza, Rabczyca, Sihelne, Zakamienne.

## Zagospodarowanie turystyczne

### Znakowane szlaki turystyczne

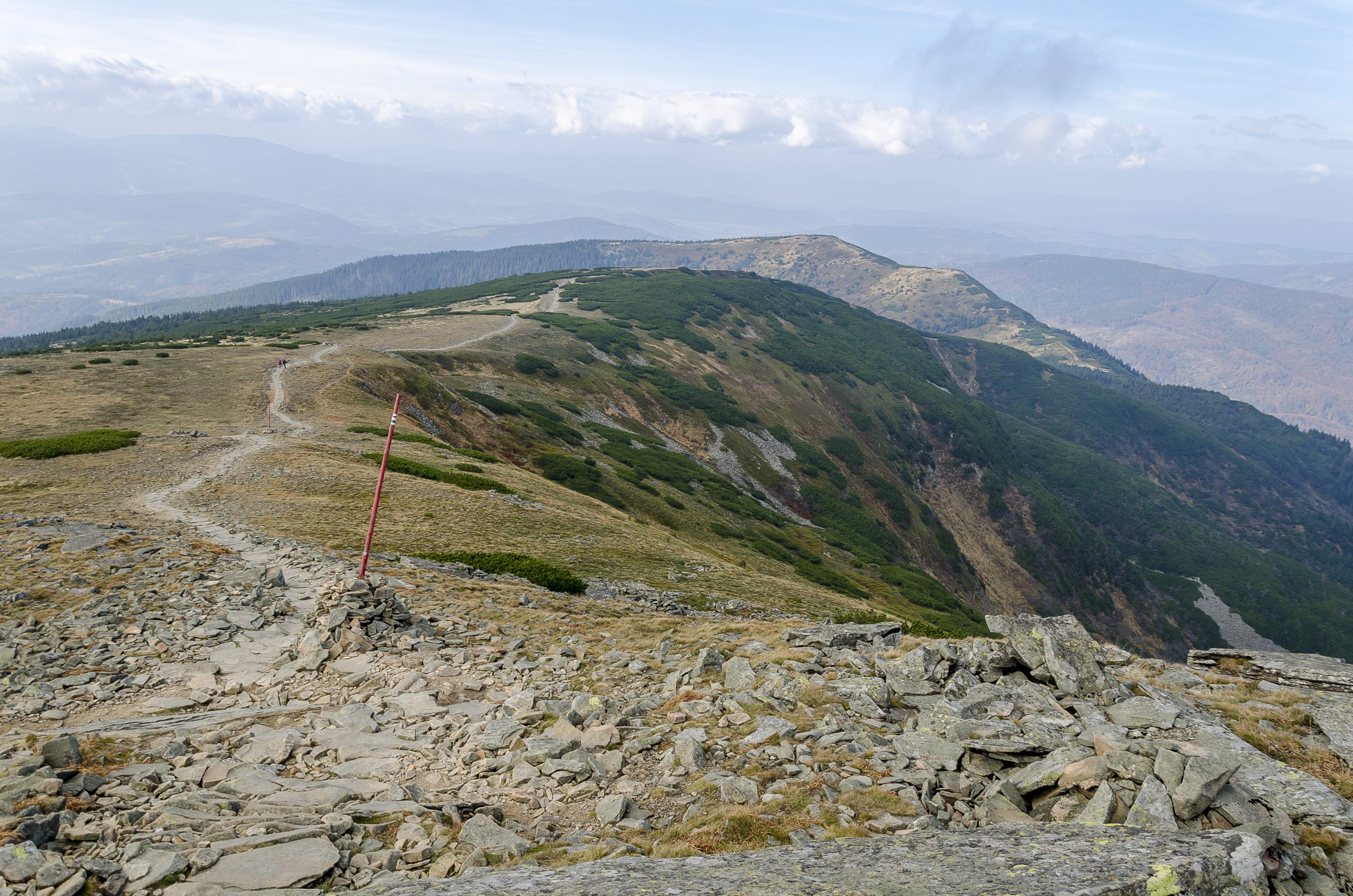
Szlak turystyczny na grzbiecie Babiej Góry

Sieć szlaków w Beskidzie Żywieckim jest dobrze rozbudowana, ważniejsze z nich to m.in.  :
 Węgierska Górka – Żabnica – hala Rysianka – Trzy Kopce – Hala Miziowa – przełęcz Glinne – Jaworzyna – przełęcz Głuchaczki – Mędralowa – Przełęcz Jałowiecka Północna – Markowe Szczawiny – przełęcz Brona – Babia Góra – przełęcz Krowiarki – Polica – Kucałowa Przełęcz – Okrąglica – Jordanów – Skawa (fragment Głównego Szlaku Beskidzkiego),
 Sidzina – Hala Krupowa – Kucałowa Przełęcz – Spalenica – Zawoja – Kolędówki – Solnisko – Hucisko – Koszarawa Cicha – przełęcz Klekociny – Mędralowa – Przełęcz Jałowiecka Północna – Mała Babia Góra – przełęcz Brona – Babia Góra – Lipnica Mała – Jabłonka,
 Wielka Rycerzowa – przełęcz Przysłop – Oszus – przełęcz Glinka – Krawców Wierch – przełęcz Bory Orawskie – Trzy Kopce – Pilsko – przełęcz Glinne,
 Sól – Rachowiec – Zwardoń – Kikula – Wielka Racza – przełęcz Przegibek – Wielka Rycerzowa – Młada Hora – Rycerka Dolna,
 Sopotnia Wielka – przełęcz Przysłopy – Korbielów – Wierch Jabłonki – Przyborów – Łosek – Koszarawa – Lachów Groń – Jałowiec – Kolędówki – przełęcz Przysłop,
 Przełęcz Sieniawska – Pod Żeleźnicą – Przełęcz Spytkowicka – Kieczura – Przełęcz Zubrzycka – Polica.

### Baza noclegowa

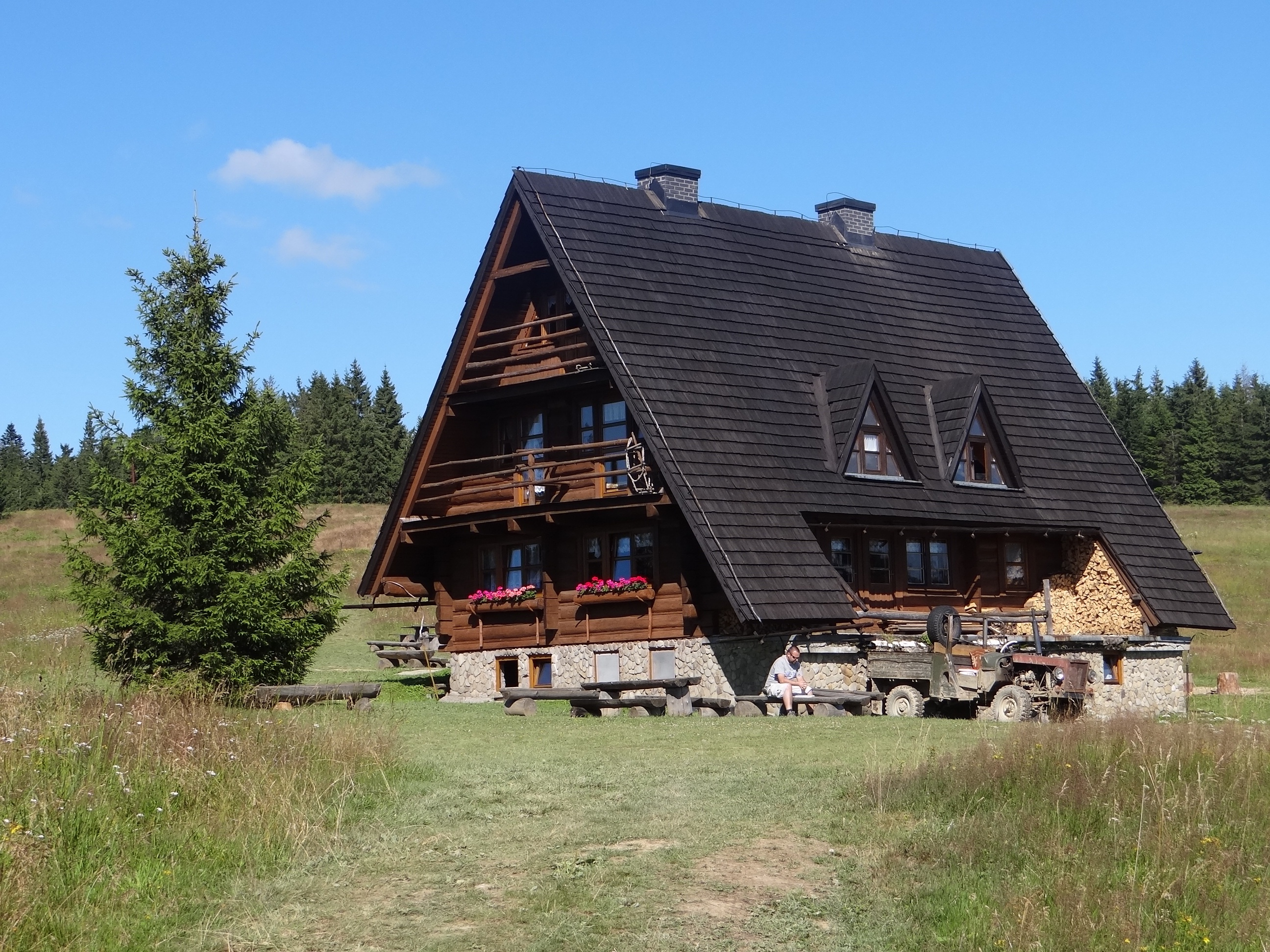
Schronisko PTTK na Krawców Wierchu

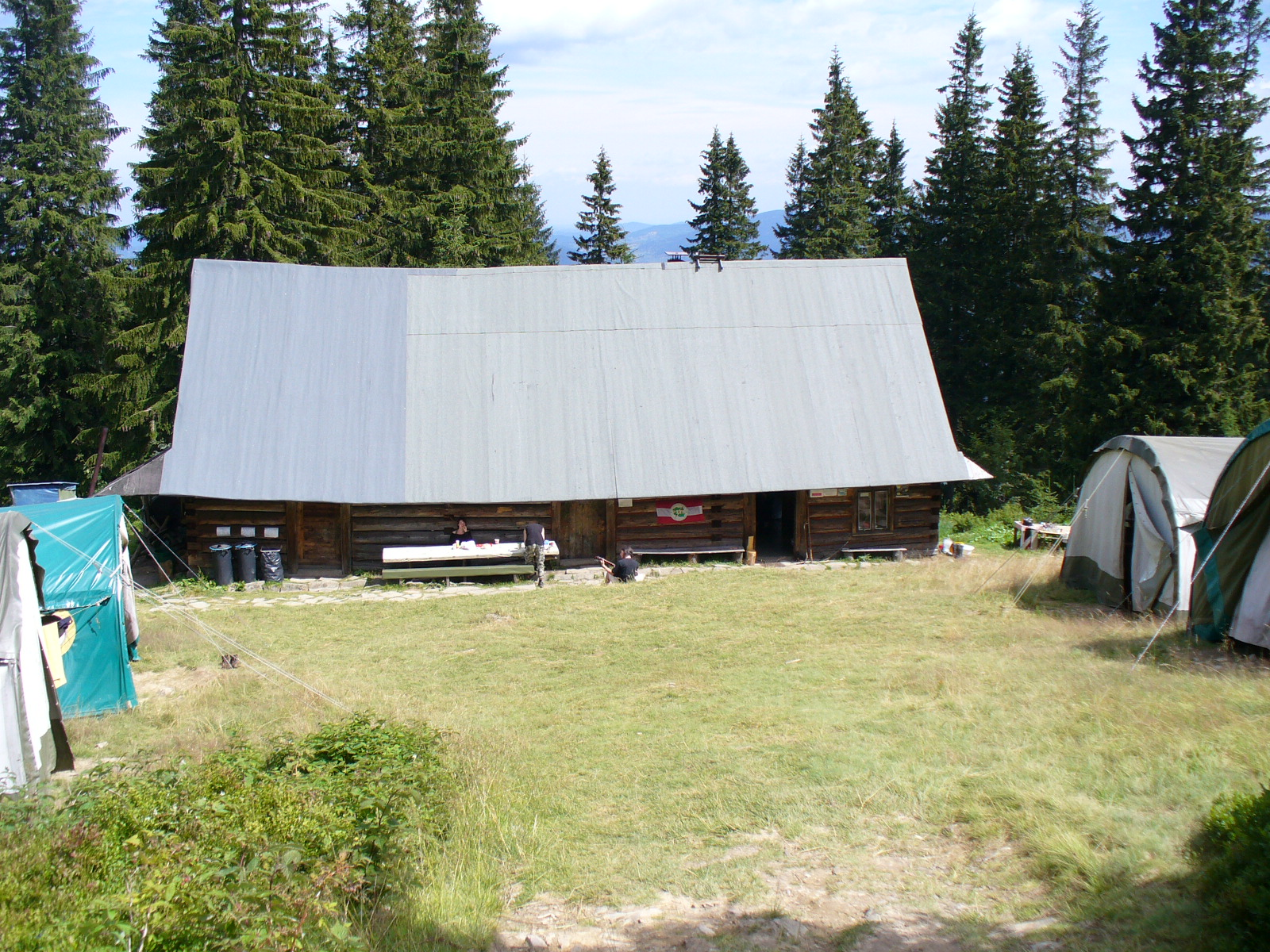
Baza namiotowa na Hali Górowej

Ruch turystyczny obsługiwany jest przez liczne schroniska turystyczne i bacówki prowadzone pod szyldem PTTK:
- Schronisko na Wielkiej Raczy,
- Schronisko na Przegibku,
- Bacówka na Hali Rycerzowej,
- Bacówka na Krawców Wierchu,
- Schronisko na Hali Rysiance,
- Schronisko na Hali Lipowskiej,
- Schronisko na Hali Boraczej,
- Schronisko „Chata Baców” w Korbielowie,
- Schronisko na Hali Miziowej,
- Schronisko na Markowych Szczawinach,
- Schronisko na Hali Krupowej.

Ponadto na omawianym obszarze funkcjonują:
- chatki studenckie – Skalanka, Chałupa Chemików, Chata na Zagroniu, Lasek, Pod Solniskiem.
- studenckie bazy namiotowe – Głuchaczki, Hala Górowa, Przysłop Potócki, Madejowe Łoże.
- schroniska słowackie – Chata Słona Woda.

### Ośrodki narciarskie
Najwyższą narciarską górą w całych Beskidach Zachodnich jest Pilsko, na które prowadzą wyciągi z Korbielowa. Działa tutaj duży Ośrodek Narciarski Pilsko w Korbielowie. Kompleksy z wyciągami krzesełkowymi są także na Mosornym Groniu w Zawoi oraz na Rachowcu w Zwardoniu. Mniejsze stoki o całkowicie lokalnym znaczeniu można spotkać w Żabnicy czy Spytkowicach. Na Słowacji największe centrum narciarskie znajduje się w Oszczadnicy, gdzie na zboczach Wielkiej Raczy działa kompleks wyciągów Śnieżny Raj. Inne, mniejsze ośrodki znajdują się w Skalitem i Orawskiej Leśnej.

### Ratownictwo górskie
Za ratownictwo po polskiej stronie granicy Beskidu Żywieckiego w przeważającym stopniu odpowiedzialny jest oddział beskidzki Górskiego Ochotniczego Pogotowia Ratunkowego, posiadający całoroczne i całodobowe stacje ratunkowe na Markowych Szczawinach i Hali Miziowej. Jedynie na wschodnim krańcu znajduje się niewielki teren działalności oddziału podhalańskiego. Po stronie słowackiej działa tamtejsze pogotowie ratunkowe z całorocznymi i całodobowymi stacjami w Oszczadnicy i Dolnym Kubinie.

## Galeria panoram

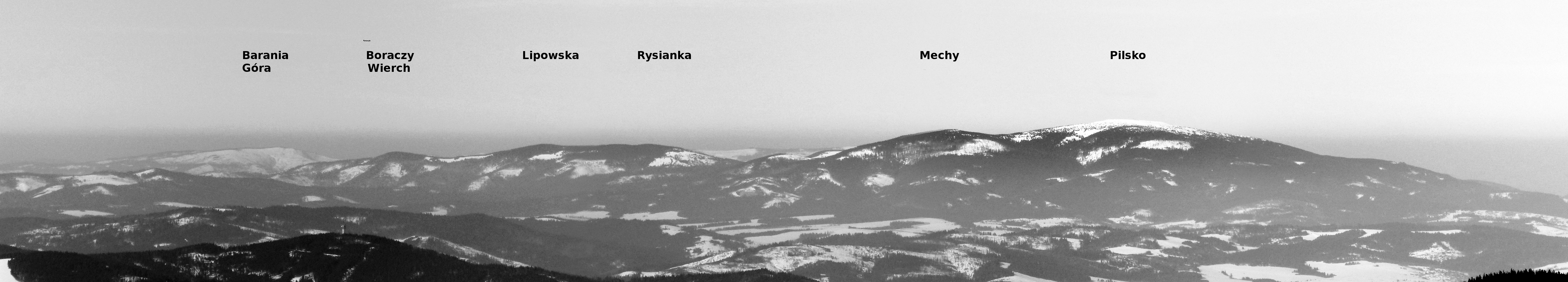
Beskid Żywiecki widziany z Rakonia w Tatrach
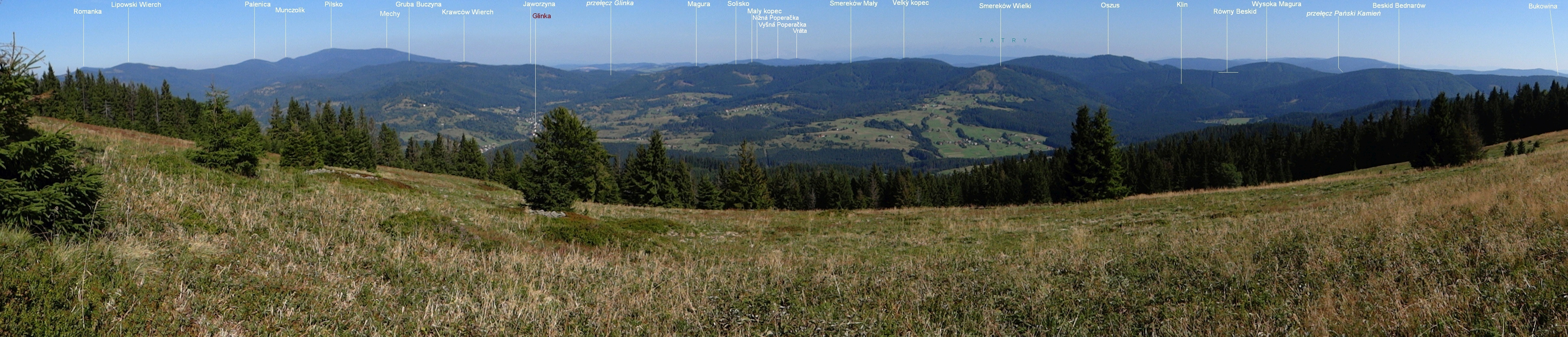
Grupy Wielkiej Raczy, Pilska i Romanki widziane z Muńczoła
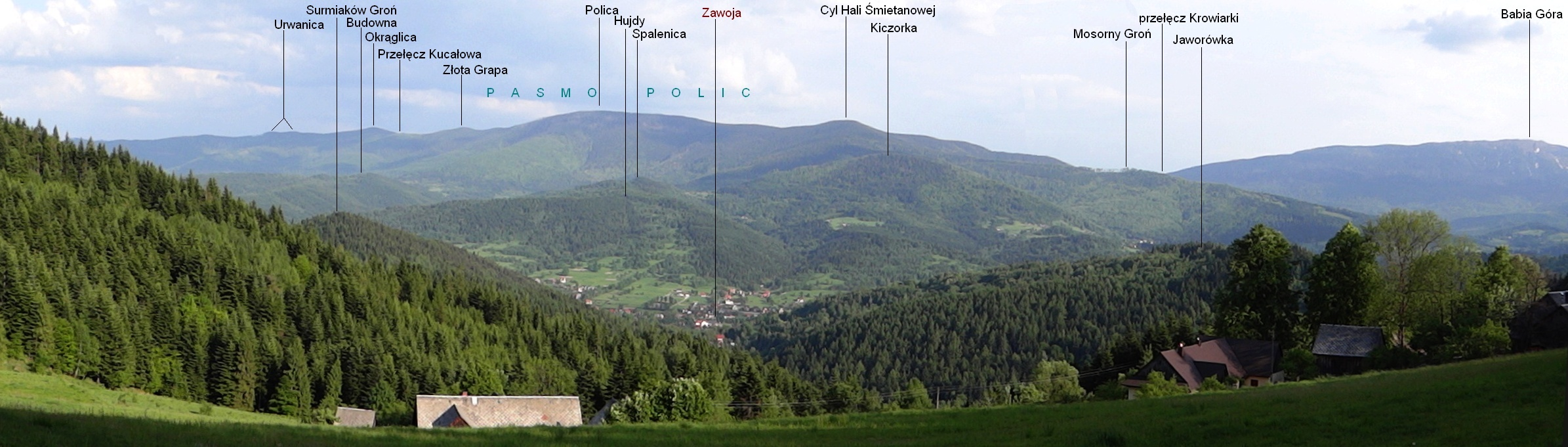
Pasmo Policy widziane z Łoska
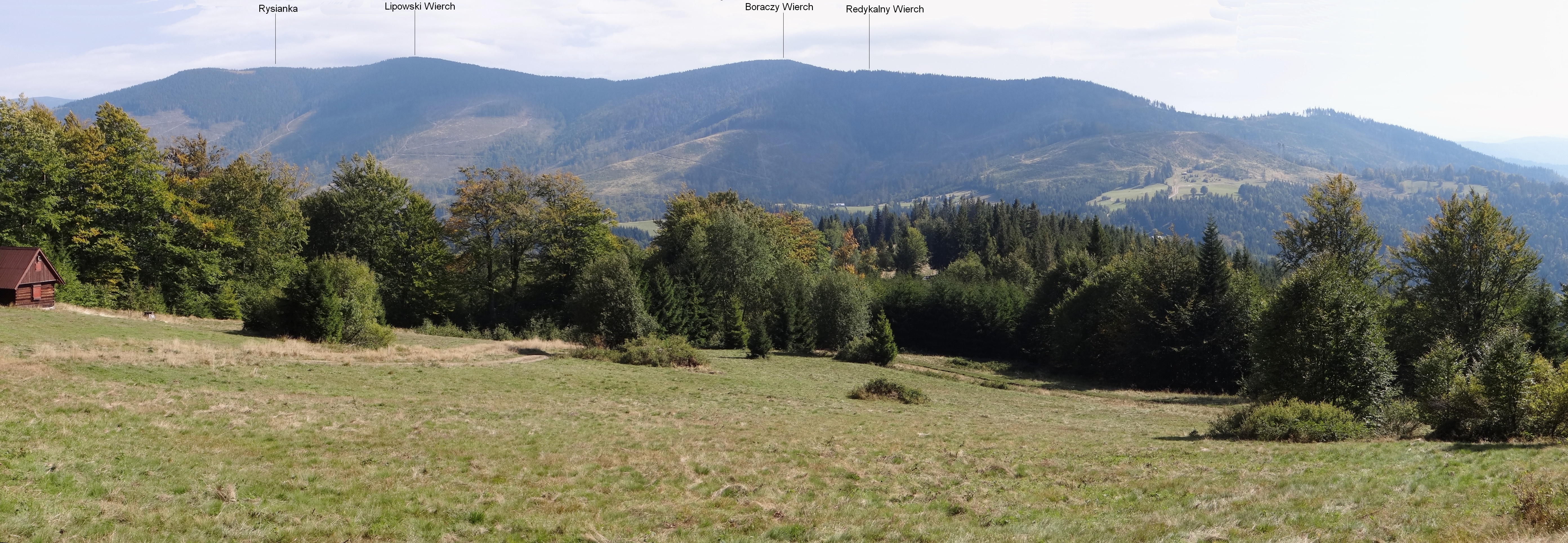
Masyw Rysianki i Lipowskiego Wierchu widziany z Prusowa